# Kfz-Kennzeichen (Kenia)

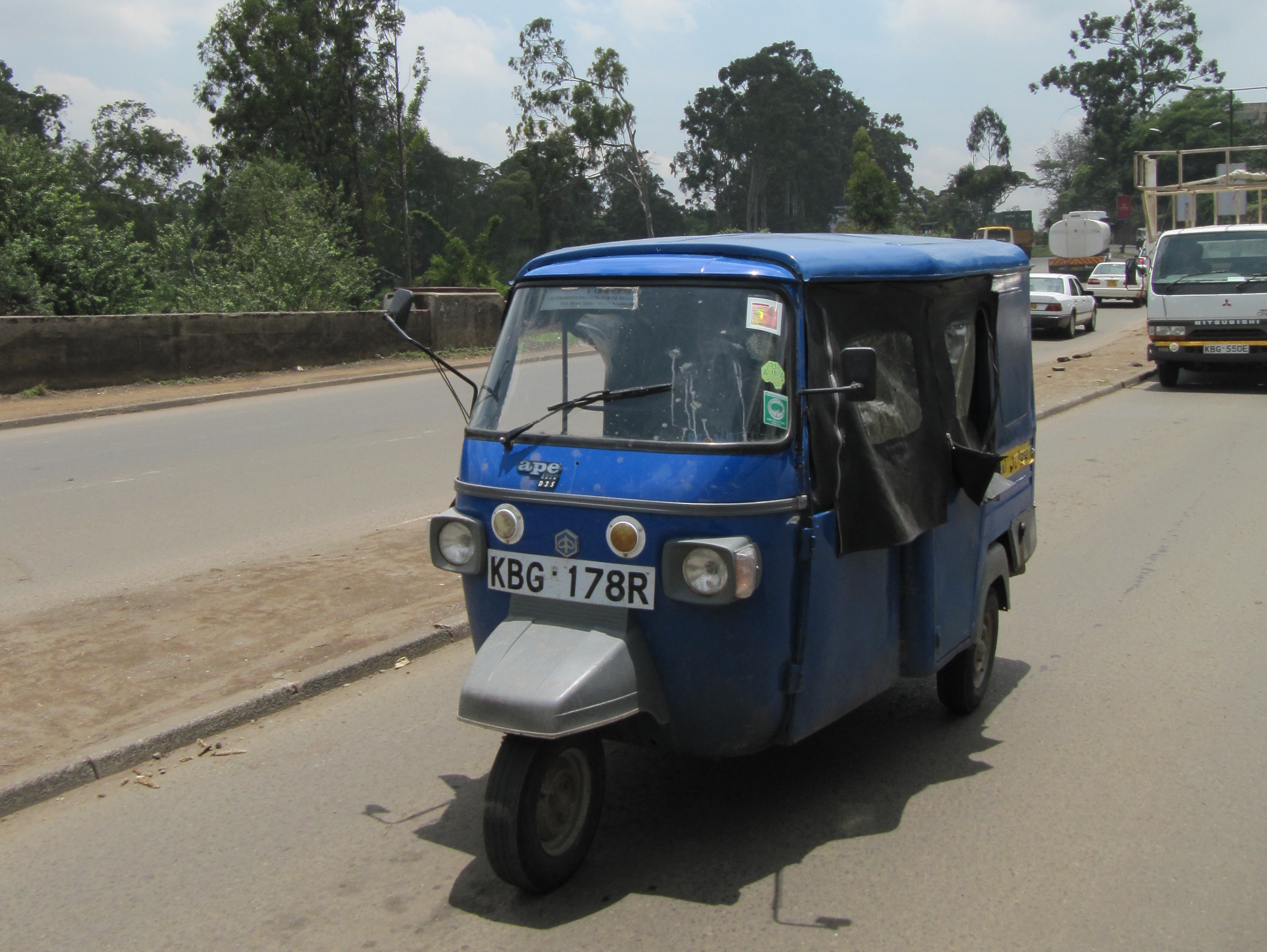
Tuk-Tuk mit kenianischem Kennzeichen

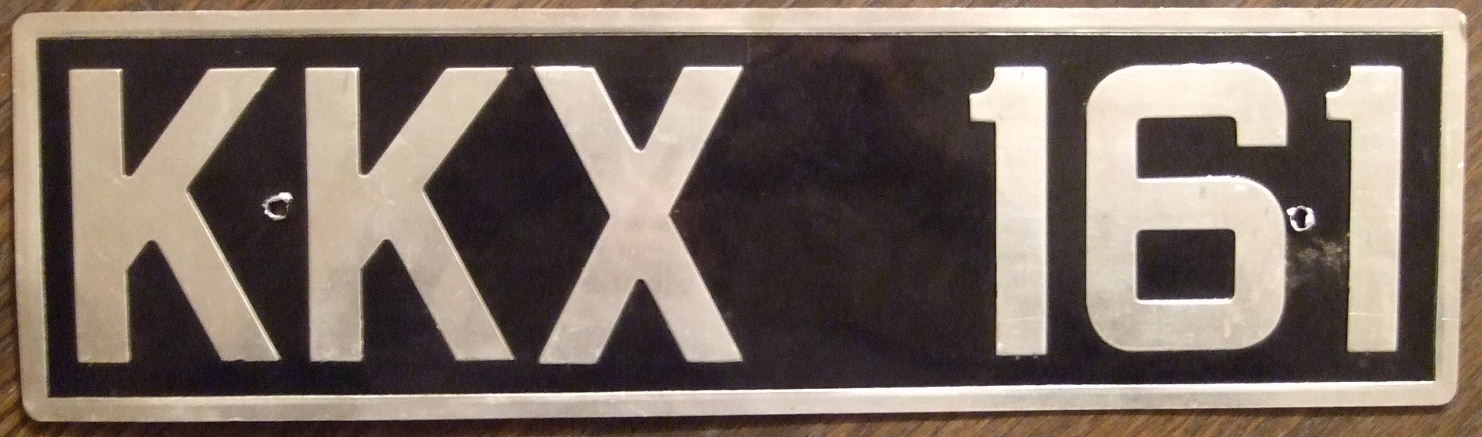
Älteres Kennzeichen aus Kenia

Kenianische Kfz-Kennzeichen orientieren sich am britischen Kennzeichensystem. Sie zeigen jeweils schwarze Aufschrift auf weißem Grund an der Fahrzeugfront bzw. auf gelbem Hintergrund am Heck. Die Kombination besteht zunächst aus dem Buchstaben K für Kenia und zwei weiteren fortlaufenden Buchstaben. Es folgt eine dreistellige Zahl, bevor ein weiterer Serienbuchstabe erscheint. Das aktuelle Format wurde 1989 eingeführt, nachdem alle Kombinationen des alten Systems nach dem Muster Kxx 123 erschöpft waren. Dieses System wurde 1950 noch unter britischer Verwaltung begonnen. Äquivalent zu den britischen Kennzeichen wurde silberfarbene Aufschrift auf schwarzem Grund verwendet. Ursprünglich gab der Buchstaben nach dem obligatorischen K nähere Auskunft über die Herkunft des Fahrzeugs. Beispielsweise wurde in Nairobi KAx und in Mombasa KBx zugeteilt. 1980 wurde das System zentralisiert und die regionale Kodierung aufgegeben.
Für 2014 ist die Einführung neuer Kennzeichen geplant, wobei das Vergabesystem nicht verändert werden soll. Die neuen Schilder werden am linken Rand die Flagge Kenias sowie die Buchstaben KE für Kenia zeigen.
Fahrzeuge der Lokalverwaltungen erhalten Kennzeichen mit weißer Schrift auf grünem Grund, bei Fahrzeugen in Staatseigentum ist der Hintergrund blau. Fahrzeuge der kenianischen Streitkräfte zeigen die Buchstaben KAF auf dem Kennzeichen. Regierungsfahrzeuge nutzen die Kombination GK für Government Kenya. Diplomatenkennzeichen nutzen die Buchstaben CD in weißer Schrift auf rotem Grund.
Kürzel bis 1980:
- Nairobi – KB (1950), KF (1955), KG (1959), KH (1961), KK (1965), KM (1968), KN (1970), KP (1972), KQ (1974), KR (1976) und KV (1978)
- Mombasa – KA (1950), KJ (1966), KT (1977)
- Nakuru – KC (1950), KL (1967), KS (1977)
- Kisumu – KD (1950), KU (1977)
- Nanyuki – KE